# Овайн Дойлл
Овайн Дойлл (валл. Owain Doull, 2 травня 1993) — валлійський трековий велогонщик, олімпійський чемпіон Ріо-де-Жанейро, призер Чемпіонатів світу та Європи. Спеціалізується на командній гонці переслідування та скретчі. Він є першим валлійськомовним спортсменом, що виграв Олімпійське золото.

## Спортивна кар'єра

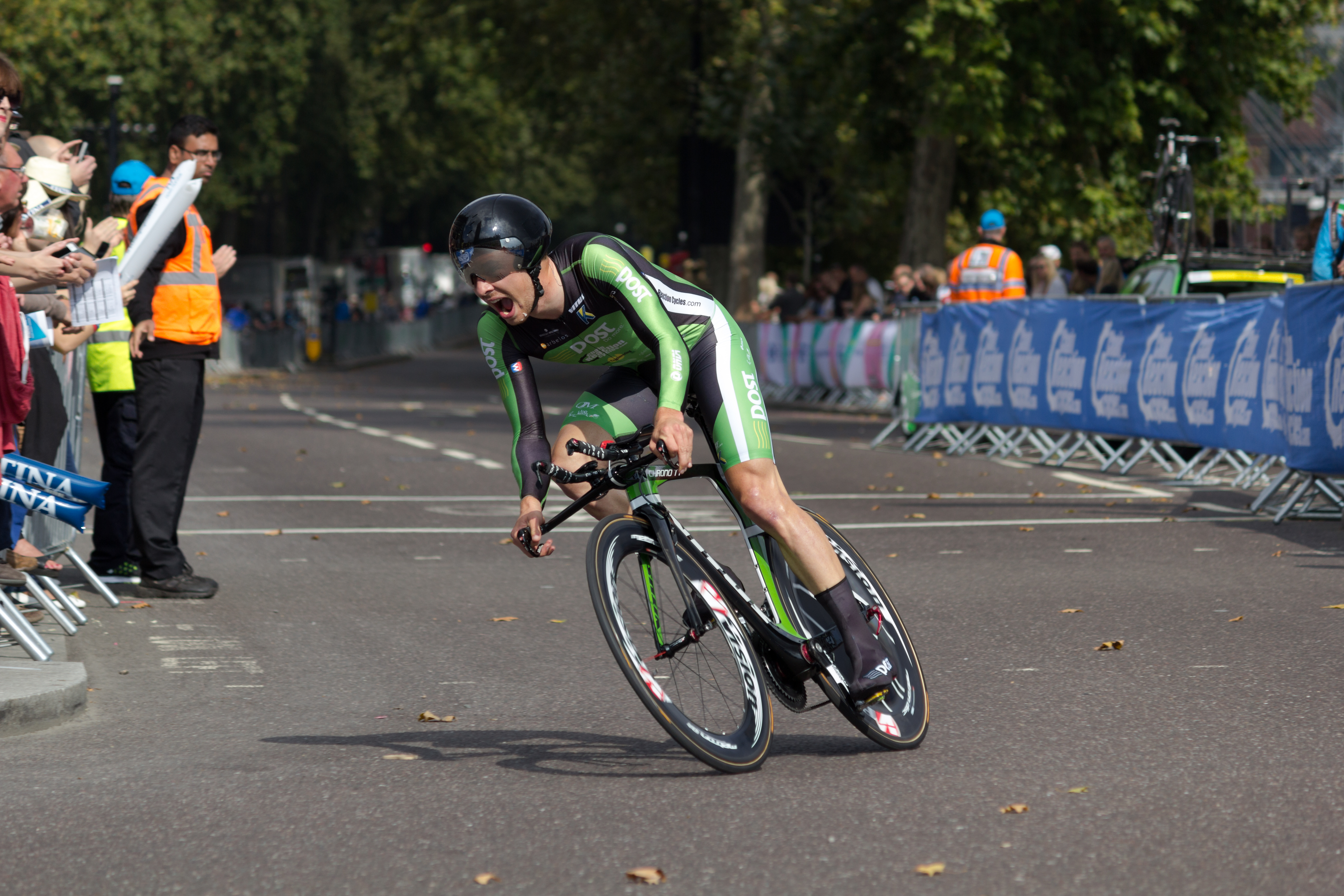
Дойлл на Турі Британії у 2014 році

Дойлл народився і виріс в Кардіффі, Уельс. З дитинства займався спортом, в школі грав у регбі та виступав за велокоманду Maindy Flyers. У 2010 році його обрали до Олімпійської програми розвитку британського велоспорту 2011 року разом із іншими валлійськими гонщиками Емі Робертс та Елінор Баркер. На Молодіжних Іграх Співдружності 2011 року на острові Мен Дойлл виграв дві медалі — срібло у шосейній гонці та бронзу у командній шосейній гонці разом із Деном Піросоном. У 2012 році Дойлл закінчив Олімпійську програму розвитку і його прийняли до Програми Британської академії велосипедного спорту.
Першим змаганням за збірну Великої Британії для Дойлла став Чемпіонат світу з трекових велоперегонів 2013 у Мінську, де він фінішував п'ятим у скретчі. Вперше він завоював медаль на Чемпіонаті Європи 2013 року в Апельдорні, де у разом із Стівеном Берком, Едом Кленсі та Енді Теннантом виграв золото у командній гонці переслідування.

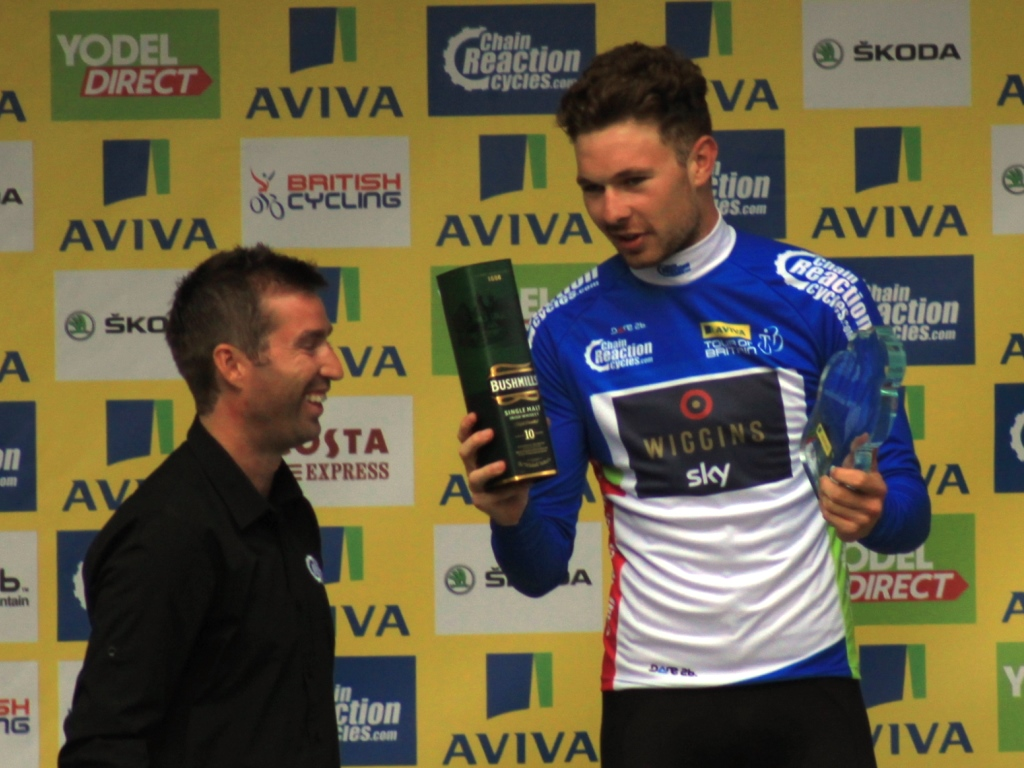
Дойлл на Турі Британії 2015 року, де він у загальному заліку фінішував третім і виграв класифікацію за очками

Дойлл продовжив перемагати вже на міжнародному рівні, коли разом із командою переміг у гонці переслідування на етапі Кубка світу із велосипедного спорту 2013—2014 рр. в Манчестері. У грудні 2013 року він знову завоював дві медалі на другому етапі Кубка в Аґуаскальєнтесі, Мексика. В гонці переслідування разом із командою Великої Британії він став третім і виграв свою першу індивідуальну медаль, перемігши у скретчі.
Дойлл перейшов у професіонали у 2014 році, коли почав виступи за шосейну команду «An Post–Chain Reaction». Дойлл представляв Уельс у 2014 році на Іграх Співдружності у Глазго.
У 2015 році Дойлл перейшов у нову команду «WIGGINS», створену Бредлі Віґґінзом для підготовки британських гонщиків до командної гонки переслідування на Літніх Олімпійських іграх 2016, ти самим відмовившись стати повноцінним шосейним гонщиком у команді «Europcar».
У вересні 2015 року Дойлл у загальному заліку на Турі Британії зайняв третє місце. Він також виграв очкову класифікацію. У листопаді 2015 року він підтвердив, що на сезон 2016 року залишиться у команді «WIGGINS», однак у травні 2016 року заявив про перехід у «Sky» на дворічний контракт з 2017 року. У серпні 2016 року Дойлл підписав контракт із «Sky» як стажер до закінчення сезону.
У 2017 році Дойлл став кавалером Ордена Британської імперії (MBE)

## Статистика

### Велоспорт на треку

#### Олімпійські ігри
2016 Літні Олімпійські ігри 2016, Ріо-де-Жанейро, Бразилія
- 1-е місце, командна гонка переслідування

#### Чемпіонати світу
2010 Чемпіонат світу серед юніорів та молоді (U-23), Монтік'ярі, Італія
- 2-е місце, командна гонка переслідування, юніори

2015 Чемпіонат світу, Сен-Кантен-ан-Івлін, Франція
- 2-е місце, командна гонка переслідування

2016 Чемпіонат світу, Лондон, Велика Британія
- 2-е місце, командна гонка переслідування

#### Етапи Кубка світу
2013
Етап Кубка світу з трекових велоперегонів, Манчестер, Велика Британія
- 1-е місце, командна гонка переслідування

Етап Кубка світу з трекових велоперегонів, Аґуаскальєнтес, Мексика 
- 1-е місце, скретч
- 3-е місце, командна гонка переслідування

2014
Етап Кубка світу з трекових велоперегонів, Лондон, Велика Британія
- 1-е місце, командна гонка переслідування
- 1-е місце, медісон

#### Чемпіонати Європи
2011 Чемпіонат Європи серед юніорів та молоді (U-23), Анадія, Португалія
- 1-е місце, командна гонка переслідування, юніори
- 2-е місце, індивідуальна гонка переслідування, юніори
- 3-є місце, омніум, юніори

2013 Чемпіонат Європи, Апелдорн, Нідерланди
- 1-е місце, командна гонка переслідування

2014 Чемпіонат Європи, Баї-Мао, Франція
- 1-е місце, командна гонка переслідування

2015 Чемпіонат Європи, Ґренхен, Швейцарія
- 1-е місце, командна гонка переслідування

#### Чемпіонат Великої Британії
2009
- 1-е місце, гонка за очками, молодь (до 16 років)
- 3-є місце, гонка переслідування, молодь
- 3-є місце, скретч, молодь

2010
- 1-е місце, гонка за очками, юніори (до 18 років)
- 2-е місце, медісон, юніори
- 3-є місце, гонка переслідування, юніори

2011
- 1-е місце, гонка за очками, юніори
- 1-е місце, командна гонка переслідування, Hargroves Cycles
- 1-е місце, медісон, юніори
- 2-е місце, гонка переслідування, юніори
- 2-е місце, скретч, юніори

2012
- 1-е місце, гонка переслідування
- 1-е місце, командна гонка переслідування, 100% ME
- 2-е місце, гонка за очками
- 3-є місце, медісон

### Шосейні гонки
2009
- 2-е місце, Чемпіонат Великої Британії, юніори

2011
- 2-е місце, Молодіжні Ігри Співдружності
- 3-е місце, Молодіжні Ігри Співдружності, командна гонка

2014
- 1-е місце, гонка Triptyque des Monts et Châteaux
- 2-е місце, Чемпіонат Великої Британії, роздільна гонка, U23

2015
- 2-е місце, гонка Triptyque des Monts et Châteaux
- 2-е місце, гонка La Côte Picarde
- 2-е місце, Чемпіонат Великої Британії, роздільна гонка, U23
- 3-е місце, генеральна класифікація Туру Британії.

Інформація з сайту Cycling archives та